# 魏璠
魏 璠（ぎ はん、生没年不詳）は、金朝およびモンゴル帝国仕えた漢人官僚の一人。字は邦彦。弘州順聖県の出身。

## 生涯
魏璠はもと金朝に使えた人物で、1215年（乙亥/貞祐3年）の科挙で進士となり、尚書省令史に任ぜられた。金の宣宗によって取り立てられたものの、中央の将相を批判し、隴右の完顔胡斜虎に協力を求めるべきであると論じたため、これを疎んだ大臣によって魏璠の言は取り上げられなかった。後に完顔胡斜虎が朝廷を来援しようとして果たせなかった時、宣宗は魏璠の言を採り入れなかったことを悔やんだという。
1232年（壬辰/天興元年）末、モンゴル軍に追い詰められた金の哀宗が首都の開封府を棄てて逃走すると、五垜山に駐屯する武仙に助けを求めるべく魏璠が派遣された。ところが武仙は既に柳河の戦いで敗走しており、魏璠は四散した兵を集めて留山に逃れた武仙の下に合流した。1233年（癸巳/天興2年）正月、魏璠は武仙に哀宗救援のため早く出立するよう要請したが、かねてより魏璠が自らの軍団を奪おうとしているのではないかと疑っていた武仙はこれに反発し、配下の者に魏璠を殺させようと図った。そこで魏璠は武仙の下を去ったが、既に哀宗は逃れた先の蔡州でモンゴル軍に包囲されており、蔡州の戦いで哀宗・末帝が殺されたことにより金朝は滅亡した。そのため魏璠は帰る先を失い、郷里に戻って隠居生活を送ることとなった。
1250年（庚戌）、皇族のクビライが魏璠の名声を聞いてこれを招き、カラコルムに赴いた魏璠は名士60人余りを推薦したという。その後、カラコルムに滞在中に病によって70歳にして亡くなった。
魏璠には子がいなかったため、従孫の魏初が後継者とされた。